# Come-Together-Cup

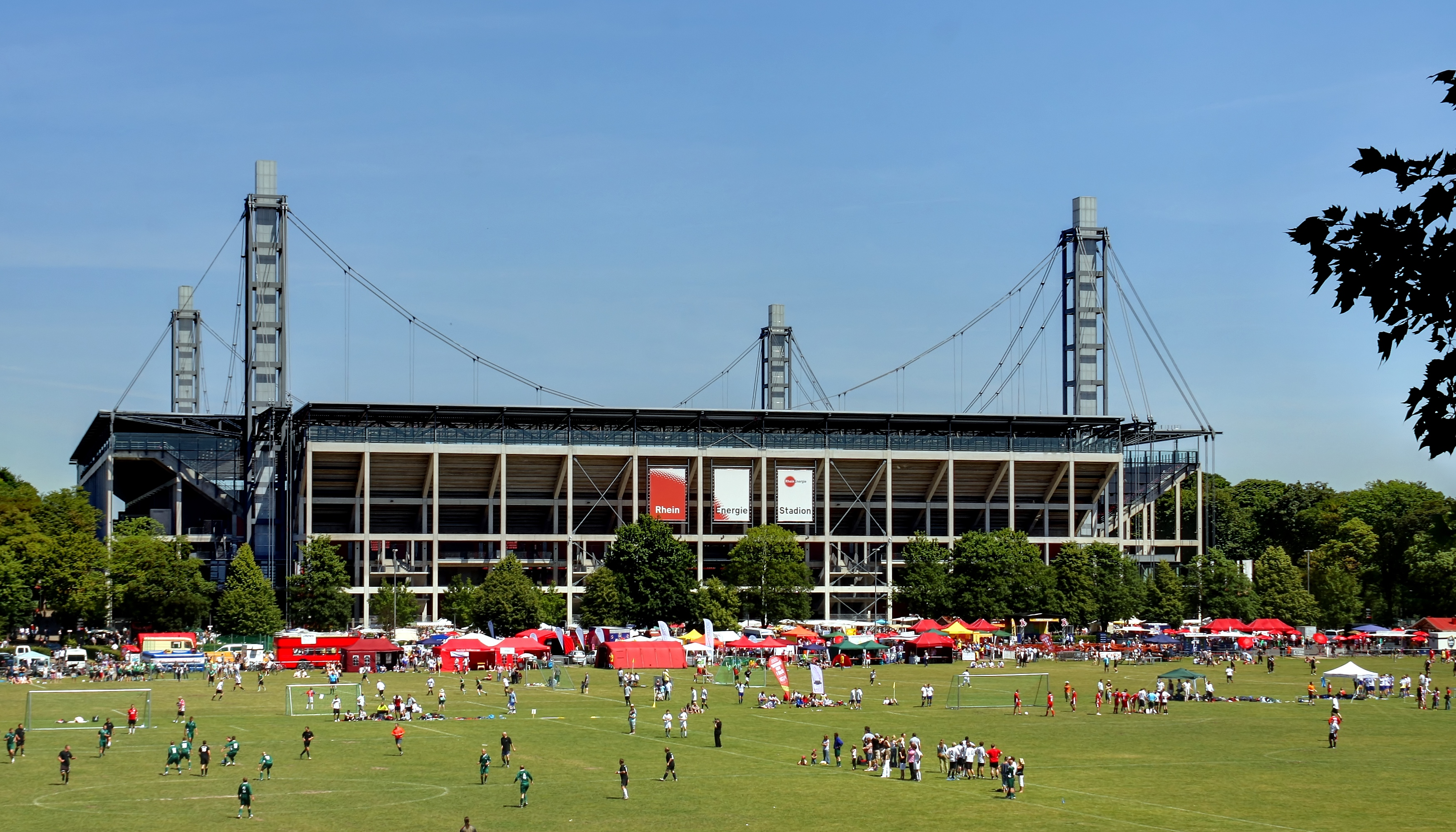
Come-Together-Cup 2011 auf der Jahnwiese am RheinEnergieStadion

Der Come-Together-Cup (CTC) ist ein überregionales deutsches Benefiz-Fußballturnier, das jährlich zur Verständigung zwischen homo- und heterosexuellen Menschen für Freizeitsportler veranstaltet wird. Es wird traditionell in Köln auf den Vorwiesen des Rhein-Energie-Stadions ausgetragen und findet in der Regel an Fronleichnam oder Christi Himmelfahrt statt. Ableger gibt es seit 2022 in Nürnberg und zwischen 2005 und 2008 bzw. 2006 und 2008 in Berlin bzw. Essen.

## Geschichte
Auf Initiative von Andreas Stiene und mit ehrenamtlicher Unterstützung, insbesondere der Mitarbeiter von Schwips e. V. (Schwule Initiative für Pflege und Soziales e. V.), sowie von Spielern des „Cream Team Cologne“, der Fußballmannschaft der Männer des schwul-lesbischen Sportclubs SC Janus wurde der erste CTC in einer thematischen Kooperation mit AIDS-Hilfe NRW, Projekt Herzenslust durchgeführt. Das erste CTC-Motto hieß 1995 & 1996 entsprechend „Fußballspielen nach Herzenslust“. 1997 kam das CTC-Frauen-Fußballturnier neu in die Veranstaltung und das Motto änderte sich in „Gemeinsamer geht’s nicht!“.
Auslöser für den CTC war ein Fußballspiel im September 1994, zwischen einer schwulen Fußballmannschaft, dem Cream-Team-Cologne und einer Polizei-Mannschaft (Polizeiauswahl Köln), das der ehemalige Kriminalkommissar Andreas Stiene in Köln-Weiden organisiert hatte. Kernidee ist die Sprachlosigkeit und Diskriminierung, vermeintliche oder auch tatsächliche Gegensätzlichkeiten von Gesellschaftsgruppen zu überwinden und durch Sport aktive Minderheiten-Integration zu betreiben.
Das Turnier wurde erstmals 1995 auf den Kölner Jahnwiesen unweit des Müngersdorfer Stadions ausgetragen. Zehn Mannschaften spielten vor etwa 900 Zuschauern, bei freiem Eintritt. Das Teilnehmerfeld bestand aus Betriebsfußballteams und Hobbymannschaften verschiedener Gesellschaftsbereiche.
Schirmherr der Veranstaltung ist seit Beginn des Turniers der ehemalige Kölner Polizeipräsident, Regierungspräsident und Oberbürgermeister a. D. Jürgen Roters.
Die Veranstaltung ist seit 1995 jedes Jahr kontinuierlich größer geworden. Die Integration von Frauen-Teams ab 1997 und das zunehmende Medieninteresse sorgten unter anderem für eine Steigerung auf circa 50 Mannschaften (30 Männer- und 20 Frauenteams).
Insgesamt kamen somit bisher zu den 21 CTCs über 250.000 Besucher; im Jahr 2015 sahen sich über 20.000 Besucher die Veranstaltung an. In Köln wurden inzwischen über 150.000,- EUR an Benefizerlösen für verschiedene soziale Projekte erzielt.
Seit 2014 ist Lizenznehmer und Veranstalter der Come-Together-Cup e. V., davor ist das Sozialwerk für Schwule und Lesben e. V. Lizenznehmerin und Veranstalterin gewesen.
Ende 2009 erhielt der Come-Together-Cup einen dauerhaften Platz im Deutschen Sport & Olympia Museum (DSOM). Der Ausstellungs-Sportspind (der u. a. den CTC-Pokal, einen unterschriebenen Promispiel-Fußball, Plakate, Fotos und die Zuschauerentwicklung zeigt) befindet sich im Museumsbereich Ehrenrunde.

### Rahmenprogramm
Am Spielfeldrand präsentieren sich lokale Gruppen, Vereine und Initiativen. Eine Tombola und gastronomische Angebote sorgen für weitere Einnahmen, die sozialen Einrichtungen und Institutionen zugutekommen. Benefizbegünstigte sind die Aidshilfe Köln e. V. und das Jugendzentrum anyway e. V.
Vor und nach dem eigentlichen Fußballturnier finden zunehmend Veranstaltungen und Feierlichkeiten im Rahmenprogramm statt. Seit einigen Jahren wird zur Sunsetparty auf einem Beachsoccer/Beachvolleyball-Gelände mit Strandbar und Biergarten, direkt zwischen dem Bundesligastadion und den Jahnwiesen geladen. Ein Showprogramm am Spielfeldrand und das traditionelle nachmittägliche Match zwischen Prominenten-Fußballmannschaften sind weitere Programmpunkte, die über den ganzen Tag hinweg für regen Zulauf sorgen.
Seit 2004 wird „Das Come Together HERZ“ als Preis für Ehrenamtler, an Alltagshelden für vorbildhaftes, integratives Verhalten im Alltag verliehen. Die Auszeichnung wird durch die 1. Bürgermeisterin Kölns Elfi Scho-Antwerpes übergeben.
Die bisherigen Preisträger waren:
- 2021 Aaron Knappstein
- 2020 alle Besucherinnen
- 2019 Silke Ketelsen und Arnd Link – Köln
- 2019 Rotthauser Wohnzimmer – Schalke
- 2018 SOFRA Dinner (Ina Wolf & Ibrahim Mokdad) – Integratives Flüchtlingskochprojekt – Köln
- 2018 Warm durch die Nacht / Gelsenkirchen packt an – Versorgungsprojekt für Obdachlose – Schalke
- 2017 Viktor Vahlefeld & Volker Glasow (Community-Fotochronisten mit viel Herz) – Köln
- 2017 Rita Wahl (Circus Wolke – Zirkusprojekt für hörgeschädigte Kids) – Schalke
- 2016 Hannelore Bartscherer (Vorsitzende des Katholikenausschusses der Stadt Köln)
- 2015 Benjamin Meßner („Project H.O.P.E.“ der Rheinflanke Köln; Soziales Sportprojekt zur Integrationshilfe von Flüchtlingen)
- 2014 Maik Schütz für seine langjährige ehrenamtliche Arbeit beim Sportverein AufRuhr Bochum e. V. und Aidshilfe Bochum
- 2013 Kulturschock, ein Kölner Theaterensemble für den langjährigen lautstarken Einsatz für Vielfalt
- 2012 Kerstin Schmedemann und Rainer Kreke für ihr Engagement zugunsten des Stadtbezirks Kalk mit ihrer Stiftung „Kalk Gestalten“.
- 2011 Jugendprojekt „dachloW“ Weidenpesch[2]
- 2010 Familie Borgers aus Bad Kreuznach (u. a. 10 Jahre Tschernobylhilfe Belarus)
- 2009 Ali Kemal Gün (u. a. Runder Tisch für Integration – Köln)
- 2008 Köln kickt (Integratives Jugendfußballprojekt)
- 2007 Mbuwa Mews (Jugendhilfe Afrika 2000 e. V.)
- 2006 Uwe Görke (HIV/AIDS-Privataktivist)
- 2005 Gerlinde Jordan (Begegnungszentrum Finkenberg)
- 2004 Martien van Bergen (Ceno – Centrum zur nachberuflichen Orientierung)

### Ableger und überregionales Engagement
Die Veranstaltung wird ehrenamtlich organisiert.
2005 wurde ein Ableger des CTC in Berlin organisiert – hier sind gemeinsame Lizenznehmer, Veranstalter und Benefizbegünstigte des ebenfalls ehrenamtlichen Turnierkonzeptes, die Lesbenberatung und die Schwulenberatung Berlin. Von 2006 bis 2008 fand ebenfalls ein Come-Together-Cup in Essen in Kooperation mit der AIDS-Hilfe Essen statt. Ein „Roll Out bzw. eine Übertragung“ der Idee in weitere Städte ist angedacht.
Um den Kampf gegen Homophobie im Fußball auch überregional zu stärken, arbeitet das freiwillige Organisationsteam des CTC mit der EGLSF (European Gay & Lesbian Sport Federation), den QFF (Queer Football Fanclubs) und dem Deutschen-Fußball-Bund (DFB) zusammen.
Auf einem gemeinsamen Workshop im Februar 2009 wurde ein 12-Punkte-Plan entwickelt und mit der Umsetzung begonnen.

Im Jahr 2022 wurde auch in Nürnberg ein erster Ableger des Come-Together-Cup veranstaltet. Hierbei traten über 40 Teams in 16-minütigen Fußballspielen, bei denen Hans Meyer Schiedsrichter war, auf den Nebenplätzen des Max-Morlock-Stadions gegeneinander an. Die Erlöse des Cups kamen dem Förderverein CSD Nürnberg und dem Verein Fliederlich zugute. Als Schirmherren traten die Oberbürgermeister der Städte Nürnberg, Fürth und Erlangen Markus König, Thomas Jung und Florian Janik auf, Botschafter des Cups waren die Sportjournalistin Katrin Müller-Hohenstein, der Schiedsrichter Deniz Aytekin und die Bundestagsabgeordnete Tessa Ganserer.